# Liste der Baudenkmale in Klein Heide
In der Liste der Baudenkmale in Klein Heide sind die Baudenkmale des niedersächsischen Ortes Klein Heide aufgelistet. Dies ist ein Teil der Liste der Baudenkmale in Dannenberg (Elbe). Der Stand der Liste ist der 31. Oktober 2021.
Die Quelle der IDs und der Beschreibungen ist der Denkmalatlas Niedersachsen.

## Allgemein
In den Spalten befinden sich folgende Informationen:
- Lage: die Adresse des Baudenkmales und die geographischen Koordinaten. Kartenansicht, um Koordinaten zu setzen. In der Kartenansicht sind Baudenkmale ohne Koordinaten mit einem roten Marker dargestellt und können in der Karte gesetzt werden. Baudenkmale ohne Bild sind mit einem blauen Marker gekennzeichnet, Baudenkmale mit Bild mit einem grünen Marker.
- Bezeichnung: Bezeichnung des Baudenkmales
- Beschreibung: die Beschreibung des Baudenkmales. Unter § 3 Abs. 2 NDSchG werden Einzeldenkmale und unter § 3 Abs. 3 NDSchG Gruppen baulicher Anlagen und deren Bestandteile ausgewiesen.
- ID: die Objekt-ID des Baudenkmales
- Bild: ein Bild des Baudenkmales, ggf. zusätzlich mit einem Link zu weiteren Fotos des Baudenkmals im Medienarchiv Wikimedia Commons. Wenn man auf das Kamerasymbol klickt, können Fotos zu Baudenkmalen aus dieser Liste hochgeladen werden:

## Baudenkmale

### Gruppe baulicher Anlagen
| Lage                      | Bezeichnung   | Beschreibung | ID       | Bild           |
| ------------------------- | ------------- | --- | -------- | -------------- |
| 53° 3′ 40″ N, 11° 8′ 1″ O | Rundlingsdorf | Rundlingsdorf in Wurtenlage mit ehemals 13 Hofstellen, radial um die Dorfmitte angeordnet. Heute besteht es aus sechs Wohn-/Wirtschaftsgebäuden des 17. bis 19. Jahrhunderts sowie einem Stallgebäude des 19. Jahrhunderts | 30826092 | Weitere Bilder |

### Einzeldenkmale
| Lage                                          | Bezeichnung               | Beschreibung | ID       | Bild |
| --------------------------------------------- | ------------------------- | --- | -------- | ---- |
| Klein Heide Nr. 5 53° 3′ 44″ N, 11° 7′ 58″ O  | Wohn-/ Wirtschaftsgebäude | Zweiständerhaus mit Backsteinausfachung und unter Halbwalmdach. Errichtet Ende des 17. Jahrhunderts. | 30838091 |      |
| Klein Heide Nr. 6 53° 3′ 45″ N, 11° 7′ 59″ O  | Wohn-/ Wirtschaftsgebäude | Dreiständerhaus mit Backsteinausfachung und Kübbung im Westen; Halbwalmdach; zweiachsiges Zwerchhaus in der westlichen Dachfläche über dem Hauseingang. Errichtet 1813 (i).                                                                   | 30838070 |      |
| Klein Heide Nr. 7 53° 3′ 45″ N, 11° 8′ 2″ O   | Wohn-/ Wirtschaftsgebäude | Großes Vierständerhaus in Fachwerk mit Backsteingefachen und unter Halbwalmdach. Errichtet 1894 (i). | 30838007 | BW   |
| Klein Heide Nr. 10 53° 3′ 41″ N, 11° 8′ 1″ O  | Wohn-/ Wirtschaftsgebäude | Im Kern Zweiständerbau in Fachwerk mit Backsteingefachausfüllungen unter Halbwalmdach. Beide Traufseiten stark erhöht. Errichtet 1701 (i). | 39632055 |      |
| Klein Heide Nr. 11 53° 3′ 41″ N, 11° 8′ 0″ O  | Wohn-/ Wirtschaftsgebäude | Dreiständerhaus mit Kübbung nach Westen, Ausfachungen in Backstein; unter Halbwalmdach. Errichtet 1811 (i). | 30837922 |      |
| Klein Heide Nr. 11 53° 3′ 40″ N, 11° 8′ 1″ O  | Stall                     | Langgestreckter, mehrteiliger, ein- und zweigeschossiger Fachwerkbau unter Satteldächern in unterschiedlicher Deckung; Gefache mit Backstein gefüllt. Genutzt teils Speicher, teils als Stall. Errichtet Mitte bis Ende des 19. Jahrhunderts. | 30837901 |      |
| Klein Heide Nr. 12 53° 3′ 41″ N, 11° 7′ 59″ O | Wohn-/ Wirtschaftsgebäude | Dreiständerhaus mit Kübbung nach Westen; Backsteinausfachung; unter Halbwalmdach. Errichtet 1809 (i). | 30837859 | BW   |

### Ehemalige Baudenkmale
| Lage                             | Bezeichnung | Beschreibung | ID | Bild |
| -------------------------------- | ----------- | --- | -- | ---- |
| Nr. 3 53° 3′ 42″ N, 11° 7′ 56″ O | Scheune     | |    | BW   |
| Nr. 4 53° 3′ 43″ N, 11° 7′ 57″ O | Scheune     | |    | BW   |
| Nr. 6 53° 3′ 46″ N, 11° 8′ 0″ O  | Stall       | (Das Foto zeigt den Wirtschaftsteil des Hauptgebäudes sowie links ein Nebengebäude – wohl den gemeinten Stall.) |    |      |
| Nr. 6 53° 3′ 45″ N, 11° 8′ 0″ O  | Scheune     | |    | BW   |
| Nr. 8 53° 3′ 42″ N, 11° 8′ 2″ O  | Scheune     | |    | BW   |
| Nr. 11 53° 3′ 39″ N, 11° 8′ 1″ O | Scheune     | |    |      |